# Naqyrjinsan...
Naqyrjinsan[...] war ein nubischer König.
König Naqyrjinsan[...] ist nur von dem Fragment einer Opfertafel bekannt, das sich in der Pyramide Beg N13 in Meroe fand. Sein Name ist dort in ägyptischen Hieroglyphen geschrieben, doch nicht ganz erhalten (das Ende der Kartusche in der vertikalen Inschrift fehlt). Es ist unklar, wie viel von dem Namen fehlt, oder ob er eventuell sogar komplett erhalten ist.
Die Pyramide, in der sich die Opfertafel fand, wird ihm zugeordnet. Die Pyramide datiert stilistisch (Darstellungen in dem Pyramidentempel) und anhand ihrer Position in die erste Hälfte des 1. vorchristlichen Jahrhunderts.